# Cultura chiribaya
Chiribaya es una cultura arqueológica del Antiguo Perú que se desarrolló en la parte centro-sur de los Andes centrales entre los años 900 y 1450 aproximadamente, que corresponde al periodo Intermedio Tardío.

## Ubicación
El núcleo de esta cultura, fue en la cuenca del río Osmore que se ubica en el distrito de Algarrobal, provincia de Ilo, logrando una expansión por el norte con el valle de Tambo (Arequipa). Por el sur hasta el valle de Azapa (Chile) y hacia las partes altas 3000 m s. n. m. aproximadamente. Su población se dedicó a la agricultura, la ganadería, la pesca y el comercio. Tuvieron fuertes relaciones con etnias vecinas como churajón, y con algunos curacazgos aymaras del norte, como los collas y los lupacas, a quienes abastecían de maíz, pescado, frutas, moluscos y fertilizantes (el guano de isla).
Finalmente, hacia  mitades del siglo XV, los chiribayas fueron anexados e incorporados al  Tahuantinsuyu.

## Organización social
Los chiribaya no eran una sociedad compleja, y los que mandaban eran jefes o caciques locales con sus familias. Vivían de la agricultura, la ganadería y la pesca y poseían una tecnología bastante avanzada. Sus casas eran de barro y caña y por eso no se han conservado. Probablemente existían algunas diferencias de estatus y, posiblemente, una élite. En esa sociedad las diferencias de clase no eran tan marcadas como en otros grupos.

### Agricultura
Cultivaron principalmente el maíz, destacando también el fréjol, el camote, la jáquima, la yuca y el zapallo chaira; y frutos como la guayaba, la lúcuma y el pacae.

### Ganadería
Representada por tres tipos de camélidos: la llama la vicuña y la alpaca. Esta actividad se daba principalmente en los pastizales naturales de las lomas costeras, para lo cual desarrollaron una raza especial de perro: el pastor chiribaya.

### Pesca
Esta actividad otorgó la dieta alimenticia básica de la población Chiribaya a través de la recolección de mariscos y captura de pescado.

## Arte
Dentro de las actividades de los chiribayas encontramos trabajo en metales, madera, piedra y fibra de vegetales como la totora.
Esta variada producción servía como medio de intercambio con artículos del altiplano y de las selvas orientales.